# ألان وانغا
ألان وانغا ويتيندي (بالإنجليزية: Allan Wanga Wetende)‏ (مواليد 26 نوفمبر 1985 في كيزيمو) لاعب كرة قدم كيني دولي يجيد اللعب في خط الهجوم . يلعب حاليا لصالح نادي بترو إتليتيكو الأنغولي منذ 2008 .
يلعب حاليا في فريق المريخ السوداني الذي انتقل إليه في يونيو 2014 وفاز مع المريخ ببطولة الرئيس الرواندي (بول كاجامي) أو (سيكافا)بعد أن أحرز 3 أهداف على مدار البطولة وأهمها هدف الفوز الثمين في مرمى الجيش الرواندي برسم نهائي البطولة بعد أن استفاد من كرة عكسية لزميله (راجي عبد العاطي)والتي انتهت بفوز المريخ 1/0.......ليهدي المريخ ثالث ألقابه في سيكافا ولتخرج صحف المريخ مبتهجة في اليوم التالي للمباراة تحت العنوان ( أرقد يا عيش.....المريخ ضرب الجيش ).......
و قد أنقذ آلان وانغا فريقه المريخ من الهزيمة أمام الرابطة كوستي بتسجيله لهدف التعادل في الدقيقة 89 بعد أن تقدم للمريخ بالهدف الأول في الدقيقة الثانية من عمر المباراة وذلك في المباراة التي لعبت بمدينة كوستي جنوب السودان عصر الخميس 25/9/2014

## روابط خارجية
- ألان وانغا على موقع قاعدة بيانات كرة القدم.إي يو (الإنجليزية)
- ألان وانغا على موقع ناشيونال فوتبول تيمز (الإنجليزية)
- ألان وانغا على موقع Soccerway.com (الإنجليزية)